# سولار ویندز
سولار ویندز (انگلیسی: SolarWinds) شرکت نرم‌افزار آمریکایی است، که در سال ۱۹۹۹ تأسیس شد.